# Broń mieszana
Broń mieszana – rodzaj broni automatycznej i półautomatycznej w której do napędu automatyki wykorzystywana jest zarówno energia gazów prochowych powstałych podczas strzału jak i energia zewnętrznego silnika. Broń ta instalowana jest na samolotach i okrętach w postaci układów wielolufowych.